# ビューティフル・ヴィジョン
『ビューティフル・ヴィジョン』（Beautiful Vision）は、北アイルランドのミュージシャン、ヴァン・モリソンが1982年に発表した13作目のスタジオ・アルバム。

## 背景
モリソンがニューエイジに傾倒していた頃の作品の一つで、「彷徨」と「アーリアの霧」の歌詞はアリス・ベイリーの著書『グラマー-幻惑と錯覚の克服-』にインスパイアされている。
本作でイリアン・パイプスを担当したショーン・フォルサムは、アメリカのカリフォルニア州出身の奏者で、本作の録音の前には、第32回カンヌ国際映画祭でカメラ・ドールを受賞したアメリカ映画『ノーザン・ライツ』のサウンドトラックにも参加している。「クリーニング・ウィンドウズ」と「アーリアの霧」は、マーク・ノップラーやロブ・ワッサーマンを迎えたセッションで録音された。

## 反響・評価
ノルウェーのアルバム・チャートでは17週連続でトップ40入りし、1982年第12週のチャートで9位を記録して、同国における自身初のトップ10入りを果たした。全英アルバムチャートでは14週トップ100入りし、最高31位を記録。アメリカのBillboard 200では44位を記録し、収録曲「心のスカンジナヴィア」はグラミー賞最優秀ロック・インストゥルメンタル・パフォーマンス賞にノミネートされた。
Stephen Thomas Erlewineはオールミュージックにおいて5点満点中3点を付け「音響的には前作『コモン・ワン』をおおむね継承し、長く曲がりくねった歌詞、穏やかなテンポ、濃密なリリシズム、そして時代遅れの音作りによるヘヴィな作品」と評している。また、ジョン・ミルワードは1982年3月4日付の『ローリング・ストーン』誌において5点満点中4点を付け、収録曲のうち4曲を「悪い曲」と批判しつつ「紛れもなく半分は優れている」「"Celtic Ray"、"Dweller on the Threshold"、"Cleaning Windows"、"Across the Bridge Where Angels Dwell"は、モリソンが神の庇護のもと、危ういほど教義的な題材に触れていることに気付かされる、説得力のある信仰の表明である」と評している。

## 収録曲
全作曲：ヴァン・モリソン。作詞は3. 8. 9.がモリソンとヒュー・マーフィーの共作、10.はインストゥルメンタル、その他は作詞もモリソンによる。
1. ケルティック・レイ - "Celtic Ray" – 4:11
2. 北の女神 - "Northern Muse (Solid Ground)" – 4:05
3. 彷徨 - "Dweller on the Threshold" – 4:49
4. ビューティフル・ヴィジョン - "Beautiful Vision" – 4:08
5. 永遠の教え - "She Gives Me Religion" – 4:33
6. クリーニング・ウィンドウズ - "Cleaning Windows" – 4:43
7. ヴァンローズ・ステアウェイ - "Vanlose Stairway" – 4:10
8. アーリアの霧 - "Aryan Mist" – 4:00
9. 天使の宿る橋を渡れば - "Across the Bridge Where Angels Dwell" – 4:31
10. 心のスカンジナヴィア - "Scandinavia" – 6:42

## 参加ミュージシャン
- ヴァン・モリソン - ボーカル、ピアノ
- マーク・アイシャム - シンセサイザー、トランペット
- ジョン・アレア - ハモンドオルガン
- クリス・ミッチー - ギター
- クリス・ヘイズ - ギター
- マーク・ノップラー - ギター(on #6, #8)
- ハービー・アームストロング - アコースティック・ギター (on #10)
- デヴィッド・ヘイズ - ベース
- ロブ・ワッサーマン - ベース (on #6, #8)
- トム・ドンリンガー - ドラムス (on #1, #2, #3, #4, #5, #7, #9)
- ゲイリー・マラバー - ドラムス (on #6, #8)
- ピーター・ヴァン・フック - ドラムス (on #10)
- ミシェル・シーガン - パーカッション (on #6, #8)
- ピー・ウィー・エリス - サクソフォーン、フルート
- ショーン・フォルサム - イリアン・パイプス (on #1, #2)
- ビアンカ・ソートン - バッキング・ボーカル (on #6, #8)
- ポーリン・ロザーノ - バッキング・ボーカル (on #6, #8)
- アニー・ストッキング - バッキング・ボーカル (on #6, #8)